# オーキュロエー
オーキュロエー（古希: Ὠκυρρόη, Ōkyrrhoē, 英: Ocyrrhoe）は、ギリシア神話の女性である。長音を省略してオキュロエとも表記される。主に、
- オーケアノスの娘
- イムブラソスの娘
- ケイローンの娘

のほか数人が知られている。以下に説明する。

## オーケアノスの娘
このオーキュロエーは、オーケアノスとテーテュースの3000人の娘（オーケアニス）の1人。ペルセポネーがハーデースに攫われたとき、ペルセポネーとともに遊んでいた女神の1人。太陽神ヘーリオスとの間に息子パーシスを生んだ。後にオーキュロエーは姦通の現場を目撃されたため、パーシスに殺された。

## イムブラソスの娘
このオーキュロエーは、サモス島の河神イムブラソスとニュムペーのケーシアスの娘。ロドスのアポローニオスに基づくアテーナイオスによると、あるときオーキュロエーは対岸のミーレートスのアルテミスの祭礼に参加した。すると彼女はアポローンから熱烈に求愛された。そのためオーキュロエーは父の友人ポムピロスに頼みこみ、船でサモス島に逃げようとしたが、アポローンは船を岩に、ポムピロスを魚に変えてオーキュロエーを攫った。

## ケイローンの娘
このオーキュロエーは、ケンタウロスの賢者ケイローンとニュムペーのカリクローの娘。オウィディウスの『変身物語』によると、生まれたばかりのアスクレーピオスがケイローンのもとに連れて来られたとき、オーキュロエーは予言の衝動に突き動かされ、幼児の未来を告げようとしたが、言葉半ばで馬に変身し、それ以来ヒッペーと呼ばれるようになった。

## その他の女性
- プリュギア地方のニュムペー。サンガリオス川のほとりでマイナロスの子ヒッポメドーンを生んだが、トロイア戦争でネオプトレモスに討たれた[8]。
- ミューシア地方のニュムペー。伝令神ヘルメースとの間にカイコスを生んだ[9]。